# Джунушалиев, Айбек Джанышбекович
Айбек Джанышбекович Джунушалиев (кирг. Айбек Джанышбекович Джунушалиев; род. 6 июля 1976, Кегеты, Чуйский район) — киргизский государственный и политический деятель. Первый заместитель председателя Кабинета Министров Киргизской Республики с 20 мая 2021. Мэр Бишкека с 26 августа 2021 года по 24 февраля 2022. Вновь избран мэром города Бишкек 31 октября 2023 года.

## Биография
Родился 6 июля 1976 года в селе Кегеты Чуйского района Чуйской области.
Образование высшее. В 1999 году окончил Киргизский государственный национальный университет (КГНУ) по специальности «юрист».

### Трудовая деятельность
С 1997 по 1999 год работал слесарем-сантехником в КГНУ, а с 2000 по 2004 год работал там преподавателем. В 2000—2006 годах являлся главой комитета по делам молодёжи Чуйской областной госадминистрации и главой общественного объединения «Кенеш молодёжи Чуйской области». В 2006 году — заместитель начальника Чуйского территориального управления образования и молодёжной политики. С 2006 по 2007 год — заведующий отделом социального развития Чуйской областной госадминистрации.
С 2007 по 2008 год — референт отдела образования, культуры, религии, спорта и работы с молодёжью Управления социального развития и информации аппарата правительства. С 2008 по 2009 год — заведующий сектором писем и приёма граждан канцелярии президента КР. С 2009 по 2010 год — эксперт сектора по связям с правительством службы организационной и контрольной работы администрации президента. В 2010 году работал завотделом организационной работы и местного самоуправления Чуйской областной госадминистрации. С 2010 по 2014 находился на должности руководителя аппарата полномочного представителя правительства в Чуйской области.
В 2014—2015 годах работал заведующий отделом социального развития аппарата правительства. В 2015 году — статс-секретарём министерства труда, миграции и молодёжи, работа в отделах правительства. С апрель по октябрь 2016 года являлся советником министра министерства образования и науки.
В 2017—2018 годах — эксперт по совершенствованию законодательства Кыргызстана для устойчивого развития рынка социальных услуг полустационарных учреждений для социально-уязвимых слоёв населения при Комитете по социальным вопросам, образованию, науке, культуре и здравоохранению Жогорку Кенеша, член рабочей группы (ЮНИСЕФ). С января по декабрь 2018 года — консультант по разработке проекта Программы Правительства Кыргызстана по охране здоровья населения и развитию системы здравоохранения на 2019—2030 годы, член экспертной группы (Всемирная организация здравоохранения). С июня по ноябрь 2019 года — координатор пилотного проекта «Анализ спроса на квалифицированную рабочую силу в Чуйской области Кыргызской Республики» (Международная организация труда). С 2017 по 2021 год — консультант по выработке предложений и рекомендаций по приоритетным направлениям в сфере здравоохранения, член рабочей группы министерства здравоохранения по разработке Концепции по управлению человеческими ресурсами для Перинатального центра третичного уровня, эксперт (Германское общество по международному сотрудничеству (GIZ)).
С февраля 2021 года — первый заместитель руководителя аппарата правительства. 20 мая назначен президентом Садыром Жапаровым первым заместителем председателя Кабинета министров Киргизской Республики.
С 26 августа 2021 года был избран мэром города Бишкек депутатами Бишкекского городского кенеша на 2-й сессии депутатов, являясь при этом единственным кандидатом на пост мэра. Первый срок мэра проработал до 24 февраля 2022 года. Вновь был избран на пост мэра 31 октября 2023 года.

## Награды
- Орден «Достык» II степени (2024, Казахстан)[8]